# 三郷町
三郷町（さんごうちょう）は、奈良県の西部に位置する町で、生駒郡に属する。竜田の紅葉で知られる。

## 地理
信貴山の東南麓に位置し、大和川を南限とする。

### 隣接している自治体
- 奈良県
  - 生駒郡平群町、斑鳩町、北葛城郡王寺町
- 大阪府
  - 八尾市、柏原市

### 町域・郵便番号
- 636-0813 信貴ヶ丘一丁目〜四丁目（しぎがおか）
- 636-0832 信貴山西（しぎさんにし）
- 636-0831 信貴山東（しぎさんひがし）
- 636-0833 信貴南畑一丁目（しぎみなみはた）
- 636-0824 城山台一丁目〜五丁目（しろやまだい）
- 636-0814 勢野（せや）
- 636-0815 勢野北一丁目〜五丁目（せやきた）
- 636-0812 勢野西一丁目〜五丁目（せやにし）
- 636-0811 勢野東一丁目〜六丁目（せやひがし）
- 636-0823 立野（たつの）
- 636-0821 立野北一丁目〜三丁目（たつのきた）
- 636-0822 立野南一丁目〜三丁目（たつのみなみ）
- 636-0803 東信貴ヶ丘一丁目〜三丁目（ひがししぎがおか）
- 636-0834 南畑（みなみはた）
- 636-0804 美松ヶ丘西一丁目〜二丁目（みまつがおかにし）
- 636-0805 美松ヶ丘東一丁目〜二丁目（みまつがおかひがし）
- 636-0802 三室一丁目〜二丁目（みむろ）
- 636-0801 夕陽ヶ丘（ゆうひがおか）

## 歴史
古代の大和国平群郡の地であり、風神を祭る龍田大社（延喜式名神大社）が鎮座する。
江戸時代、本業としてわら草履製造を家業とし、現在も和履き・「ミサトッコ」の製造（雪駄、草履）を継承している。
童謡詩人である武鹿悦子が在住しており、2018年（平成30年）4月1日に三郷町は「童謡のまち」を宣言。
令和２年「龍田古道・亀の瀬」が日本遺産に認定される。

### 沿革
- 1889年（明治22年）4月1日 - 町村制の施行により、平群郡勢野村・立野村・南畑村の区域をもって三郷村（みさとむら）が発足。
- 1897年（明治30年）4月1日 - 所属郡が生駒郡に変更。
- 1966年（昭和41年）4月1日 - 町制施行し三郷町（さんごうちょう）となる。「みさと」から「さんごう」へ読みを変えたのは、近隣の磯城郡三宅村（こちらも8年後に町制する）と聞き間違えられやすかったからであった。

## 行政

### 町長
- 木谷慎一郎（2024年2月11日 - ）

歴代町長
- 森宏範（2010年6月21日 - 2024年1月17日[1]、4期）

## 町議会
- 議員定数13名[2]。

## 衆議院議員選挙・奈良県議会議員選挙の選挙区
なお、衆議院議員選挙の選挙区は「奈良県第2区」、奈良県議会議員選挙の選挙区は「生駒郡選挙区」（定数：2）となっている。

## 経済

### 金融機関
- 奈良中央信用金庫
  - 三郷支店（勢野東）

### 農業協同組合（JAならけん）
- 三郷支店（勢野西）- JAバンクのATMも設置。

その他、三郷駅前にJAバンクのATMが設置されている。

### 日本郵政グループ
（※2014年6月現在）
- 日本郵便株式会社
  - 三郷立野郵便局（立野南） - ゆうちょ銀行ATMのホリデーサービス実施局。
  - 三郷勢野東簡易郵便局（勢野東）
  - 勢野簡易郵便局（勢野西）
  - 立野簡易郵便局（立野北）

町内全域（「636-08xx」区域）の集配業務は王寺郵便局（北葛城郡王寺町王寺）が担当している。

## 姉妹都市・提携都市

### 国内友好都市
「三郷」の自治体名を縁とする友好都市が2つある。もともと長野県三郷村（みさとむら）と埼玉県三郷市（みさとし）が友好都市提携を結んでおり、1986年に三郷町が加わって三市町村で友好都市提携を結び、「三郷友好都市交流推進協議会」を組織し交流。
- 三郷市（埼玉県）[4][5]
  - 1986年10月18日 - 友好都市提携[4]。

同じ自治体名の縁から。
- 安曇野市（長野県）[4][6]
  - 1986年10月18日 - 旧三郷村と友好都市提携[4][6]。
  - 2006年7月1日 - 安曇野市と友好都市提携締結[4][6]。
  - 2006年7月22日 - 災害時相互応援協定締結[6]。

同じ自治体名の縁から。2005年に三郷村が合併により安曇野市となって以後も交流は継続。

## 地域

### 人口
| |                                        |  |
| 三郷町と全国の年齢別人口分布（2005年） | 三郷町の年齢・男女別人口分布（2005年） |  |
| ■紫色 ― 三郷町 ■緑色 ― 日本全国 | ■青色 ― 男性 ■赤色 ― 女性              |  |
| 三郷町（に相当する地域）の人口の推移 \| 1970年（昭和45年） \| 10,023人 \| \| \| 1975年（昭和50年） \| 13,771人 \| \| \| 1980年（昭和55年） \| 17,949人 \| \| \| 1985年（昭和60年） \| 21,606人 \| \| \| 1990年（平成2年） \| 23,123人 \| \| \| 1995年（平成7年） \| 24,161人 \| \| \| 2000年（平成12年） \| 23,977人 \| \| \| 2005年（平成17年） \| 23,062人 \| \| \| 2010年（平成22年） \| 23,440人 \| \| \| 2015年（平成27年） \| 23,571人 \| \| \| 2020年（令和2年） \| 23,219人 \| \| |                                        |  |
| 総務省統計局 国勢調査より |                                        |  |
| 1970年（昭和45年） | 10,023人                               |  |
| 1975年（昭和50年） | 13,771人                               |  |
| 1980年（昭和55年） | 17,949人                               |  |
| 1985年（昭和60年） | 21,606人                               |  |
| 1990年（平成2年） | 23,123人                               |  |
| 1995年（平成7年） | 24,161人                               |  |
| 2000年（平成12年） | 23,977人                               |  |
| 2005年（平成17年） | 23,062人                               |  |
| 2010年（平成22年） | 23,440人                               |  |
| 2015年（平成27年） | 23,571人                               |  |
| 2020年（令和2年） | 23,219人                               |  |

平成22年国勢調査（速報値）より前回調査からの人口増減をみると、1.67%増の23,446人であり、増減率は県内39市町村中4位。
奈良県統計

- 2007年10月1日現在 : 23,228人
- 人口増加率（2002年→2007年）：−-1.7%

### 県の施設
- 奈良県立病院機構
  - 奈良県西和医療センター（三室）　※2014年4月1日に「奈良県立三室病院」より改称[7]。
  - 奈良看護大学校（三室）　※2014年4月1日に「奈良県立三室病院附属看護専門学校」より改称。

## 教育

### 幼稚園・保育園
- 三郷町立西部保育園
- 勢野保育園
- 希望が丘保育園・希望が丘第二保育園
- 三郷町立南畑幼稚園
- 信貴幼稚園
- 愛の園幼稚園

### 小学校
- 三郷町立三郷小学校
- 三郷町立三郷北小学校

### 中学校
- 三郷町立三郷中学校

### 高等学校
- 奈良県立西和清陵高等学校

## 三郷町立図書館

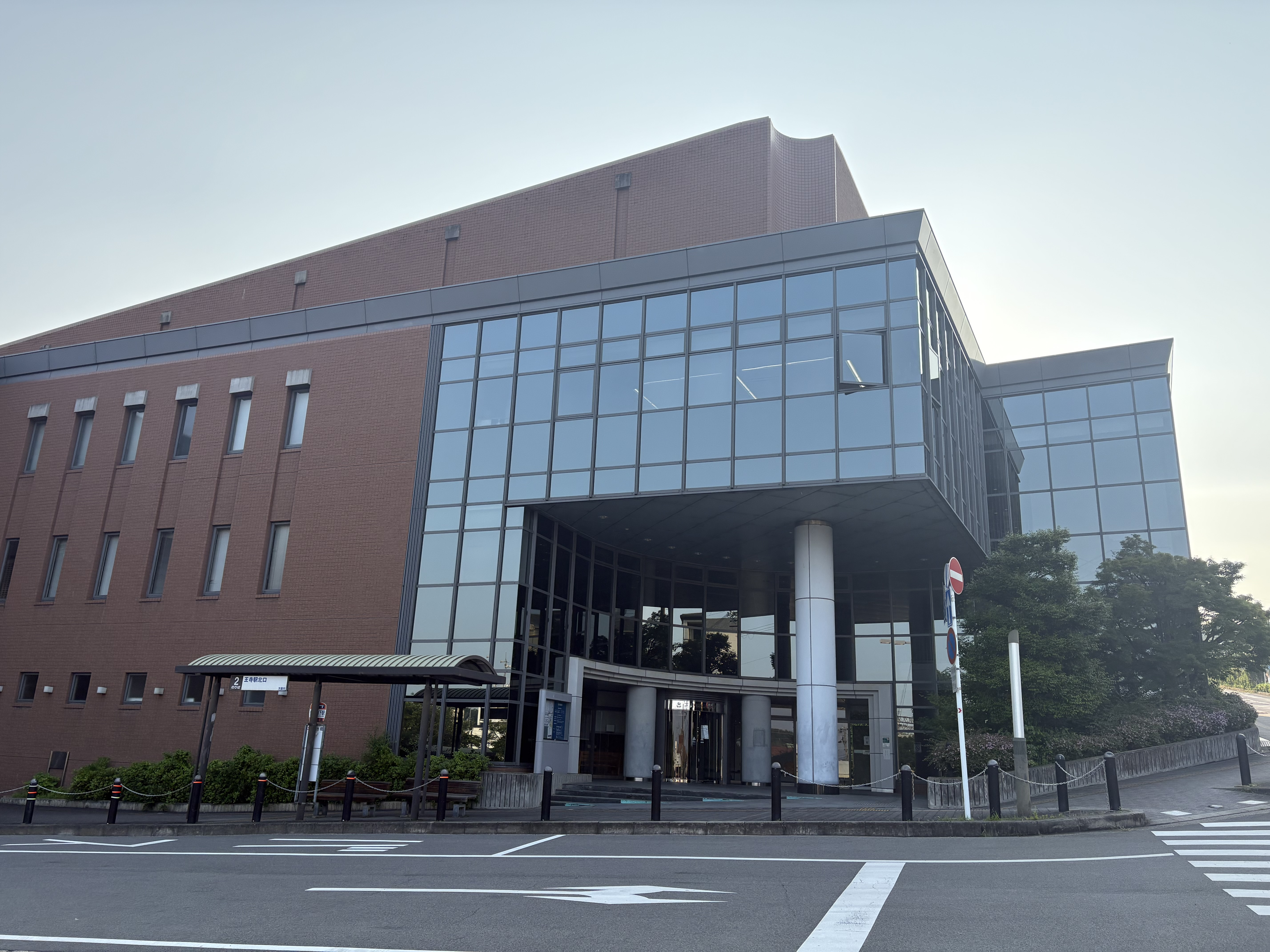
三郷町立図書館

三郷町立図書館は、三郷町の信貴山下駅前にある図書館。1985年に前身となる三郷町コミュニティセンター図書室が開室。住民意識調査で図書館の設置希望が多かったことを受けて1996年から図書館の建設を着工、1998年に竣工、開館した。設計は安井桝谷設計共同企業体が担当した。地下1階から地上2階までの3階層で、地下一階に会議室、1階に視聴覚室、2階に開架室がある。
2007年には三郷町に居住する絵本作家の武鹿悦子の本を集めたコーナー「武鹿文庫」が設置された。

## 交通

### 鉄道
西日本旅客鉄道（JR西日本）
- 関西本線（大和路線）：三郷駅

近畿日本鉄道（近鉄）
- 生駒線：信貴山下駅 - 勢野北口駅

信貴山下駅から信貴山上に至る東信貴鋼索線が分岐していたが、1983年9月に廃止された。また、信貴山電鉄は当町の勢野地区まで延伸する計画が存在した。

### 路線バス
- 奈良交通（西大和営業所）
  - 28・29：三郷駅 - 勢野北 - 王寺駅（北）
  - 16・18・32・42：王寺駅（北） - 信貴山下駅 - 万葉荘園 - 信貴山 - 信貴山門
  - 43：王寺駅（北） - 信貴山下駅 - 城山台一丁目 - 信貴山門
- 近鉄バス
  - 信貴山門 - 高安山霊園前 - 高安山

### 道路
- 国道25号
- 国道168号
- 奈良県道194号椿井王寺線
- 奈良県道195号王寺三郷斑鳩線
- 奈良県道236号信貴山線

## 名所・旧跡・観光スポット・祭事・催事・スポーツ

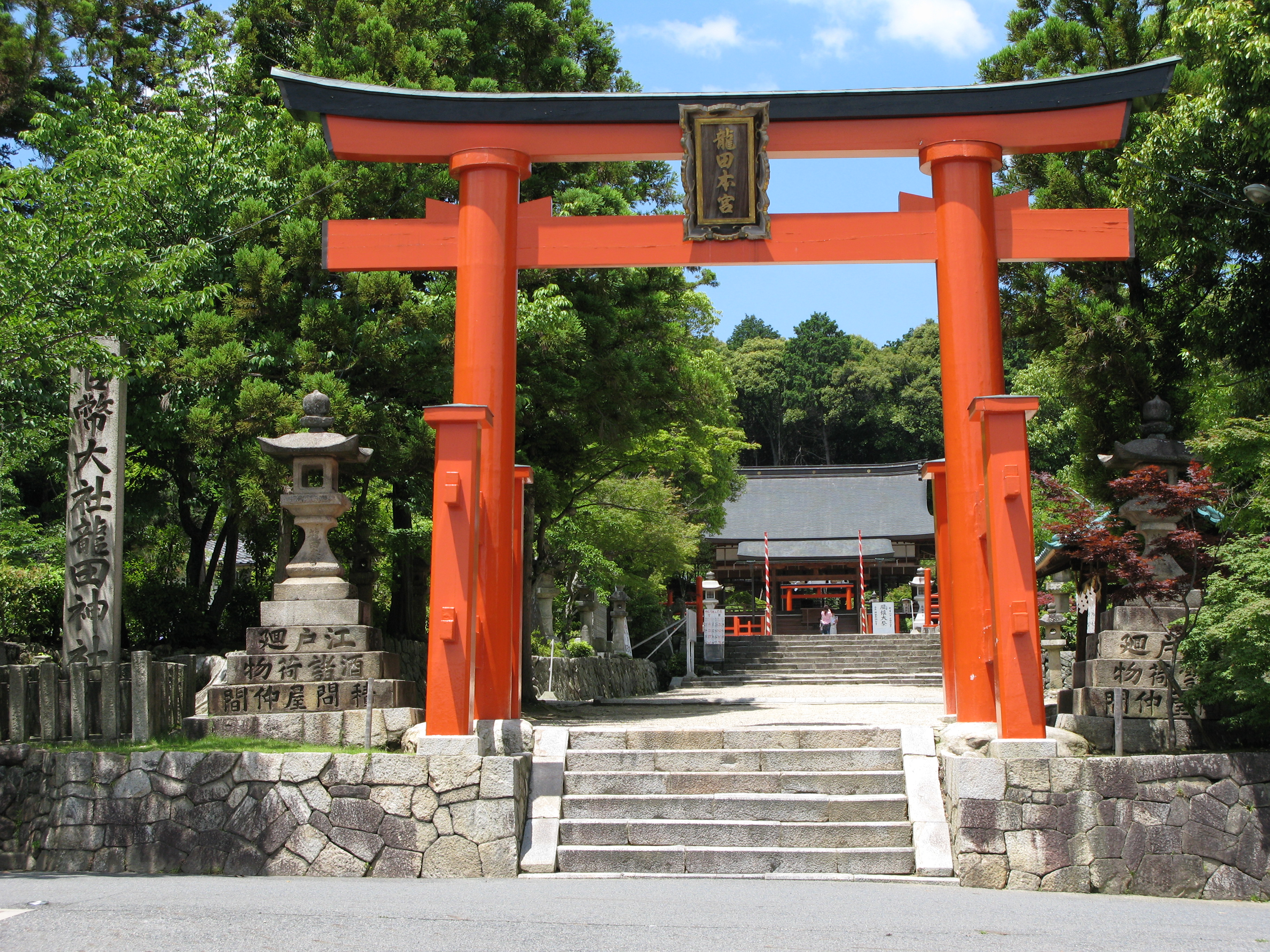
龍田大社

- 龍田大社 - 旧名神大社・二十二社・官幣大社
- 信貴山頂（平群町）への入り口
- 信貴生駒スカイライン
- 龍田道（龍田古道）
- 平隆寺
- 勢野（薬隆寺）八幡神社
- 観音寺
- 開運橋 (信貴山)
- 渡御祭
- 三室山
- 信貴山のどか村
- とっくり湖

## マスメディア

### コミュニティラジオ
- エフエム西大和（愛称：エフエムハイホー）